# Ernst Brauer
Ernest Adolf Brauer (Dresden, 3 de junho de 1851 — Karlsruhe, 17 de fevereiro de 1934) foi um engenheiro mecânico alemão.
Foi reitor da Universidade de Karlsruhe.
Em 1883 sucedeu Philipp Waibler como professor da Technische Hochschule Darmstadt. Em 1892 tornou-se professor da Universidade de Karlsruhe.